# マッスル北村
マッスル北村（マッスルきたむら、1960年10月6日 - 2000年8月3日）は、日本のボディビルダー、タレント。本名は北村 克己（きたむら かつみ）。

## 経歴
口癖は「僕には時間がない」。

### 生い立ち

#### 家族
1960年（昭和35年）、東京都練馬区に生まれる。
北村の父は東京藝術大学を首席で卒業した美術教師で、彫刻家としても活動した。父の彫像は旭川市の彫刻美術館や花咲スポーツ公園、旭川空港、中標津空港、練馬区の石神井図書館や早宮公園などに展示されていた。子供には厳しく、兄妹喧嘩をすると拳骨のあとに罰としてアトリエの床の雑巾がけを命じ、真剣に床を拭いていないのを見透かすと「今拭いた所を舐めてみろ！」と子供の頭を床に押し付け、舐めさせることもあった。

#### 幼少期
北村の幼少期は内気でおとなしい少年であった。小学生時代は水泳に夢中になった一方、手芸が得意で、同級生のズボンの破れを縫うこともあったという。

### 肉体の鍛錬を始める

#### 中学時代
小学校6年生のころから体を鍛え始めた。中学では自転車や器械体操などに没頭した。
中学校2年生の時には、自宅から山梨県の河口湖までの往復約300kmを自転車で移動するというサイクリングに挑んだ。16時間ペダルをこぎ続け、河口湖へ到達した後、帰路の奥多摩湖の付近で意識を失った。この経験以降、肉体や精神の限界を追求するようになったという。

#### 高校時代
一方で勉学も得意であり、中学時の模擬試験では全国トップクラスであった。卒業後は東京学芸大学附属高校に進学した。
高校入学後から本格的に肉体の鍛錬を開始し、自転車や長距離走のほか、拳での腕立て伏せ（拳立て）を1千回以上こなし、また当時認知されていないパルクールのような鍛錬も行っていた。

#### 浪人時代
高校卒業後は東京大学理科三類への進学を目指していたが不合格となり、浪人として予備校へ通った。1年後には難関の慶應義塾大学医学部および防衛医科大学校へ合格したが、進学しなかった。2年後の1981年、20歳で東京大学理科二類に合格し進学した。
予備校時代にボクシングを開始しており、北村のパンチはゲームセンターのパンチングマシンを複数台も破壊するなど、強力さをボクシングジムのコーチからも認められていた。北村はボクシングを生涯のスポーツだと考え始めていたが、スパーリングでコーチを失明させる寸前の事態を起こしてしまい、継続を断念した。

#### 東大入学後、ボディビルとの出会い
東京大学への入学直後、ボクシングの代わりとなる競技を探していた際、近所の練馬区総合体育館でボディビルダーを初めて目撃し、衝撃を受けた。
同人物からの勧めを受け、北村は1981年6月の学生ボディビル選手権に出場した。当時の体重は55kg程度であったが、鍛錬を続けてきた自負から参加を決意した。しかし、会場では他のボディビル選手たちの大きな筋肉を目にして、自身との体格差を痛感した。あまりの悔しさから、決勝審査を待たずに会場から退出したという。

### ボディビルダーとして
ボディビル選手権での敗北後、翌日から東京大学の授業は欠席し、ボディビルの鍛錬に没頭する日々を送った。
食事内容も変更し、1日に卵を20〜30個、牛乳を2〜3リットル、さらに鯖の缶詰を3缶、加えてプロテインの粉末300gなどを毎日最低限として摂取した。また、顎の疲労により食事に苦労したことから、鶏のささみ肉をミキサーにかけ、ペースト状にした「ささみシェイク」を考案し摂取した。消化吸収のために消化剤も大量に摂取していた。
初出場と敗北から2年後、22歳時には体重90kgまで増量し、前回は完敗したボディビル選手権で優勝を遂げた。1985年のアジア選手権でライトヘビー級の称号を獲得したのち、芸能活動も始める。
なお、東京大学には結果的に入学直後の2週間ほど出席したのみで中途退学となった。大学に通わずひたすらトレーニングに明け暮れる息子に対して、父親が激昂し、ダンベルシャフトで何度も彼の頭を叩きつけた。このときに左目が網膜剥離となり、手術を受けたという。
東京大学を退学した後、医学を志して東京医科歯科大学の医学部に進学したが、1989年に再び中退した。
2000年8月3日、低血糖からの合併症で心不全をひき起こして死亡。

### 没後
2012年8月31日、現役当時に専門雑誌に掲載されたトレーニング記事を再収録した書籍『マッスル北村　伝説のバルクアップトレーニング』が発売された。

## 入賞歴
- 1985年：IFBB ミスターアジア90kg以下級（ライトヘビー級）優勝
- 1990年：WABBA 世界選手権3位
- 1999年：WABBA 太平洋世界選手権 総合優勝
- 1999年：NPC トーナメント・オブ・チャンピオンズ（ヘビー級）3位

## 出演作品

### テレビ番組
- さんまのナンでもダービー（テレビ朝日）
- たけし・逸見の平成教育委員会（フジテレビ）
- よいこっち
- ガムシャラ十勇士
- CLUB紳助（朝日放送）
- どうぶつ奇想天外!（TBSテレビ）
- 大竹まことのただいま!PCランド

### OV
- 獣神サンダーライガー 怒りの雷鳴（1995年2月21日）バウンティ・バイパー

## 著書
- マッスル北村『ボクの履歴書』 （アイアンマン、2001年、ASIN B00BVG85PY）

## 関連書籍
- 『マッスル北村 伝説のバルクアップトレーニング』（アイアンマン、2012年8月、ASIN B009146L0Y）
- 『マッスル北村メモリアルBOOK 孤高の筋肉求道者 (B・B MOOK 1220)』（ベースボール・マガジン社、2015年8月、ISBN 978-4583623184）